# جمع التبرعات الشعبية

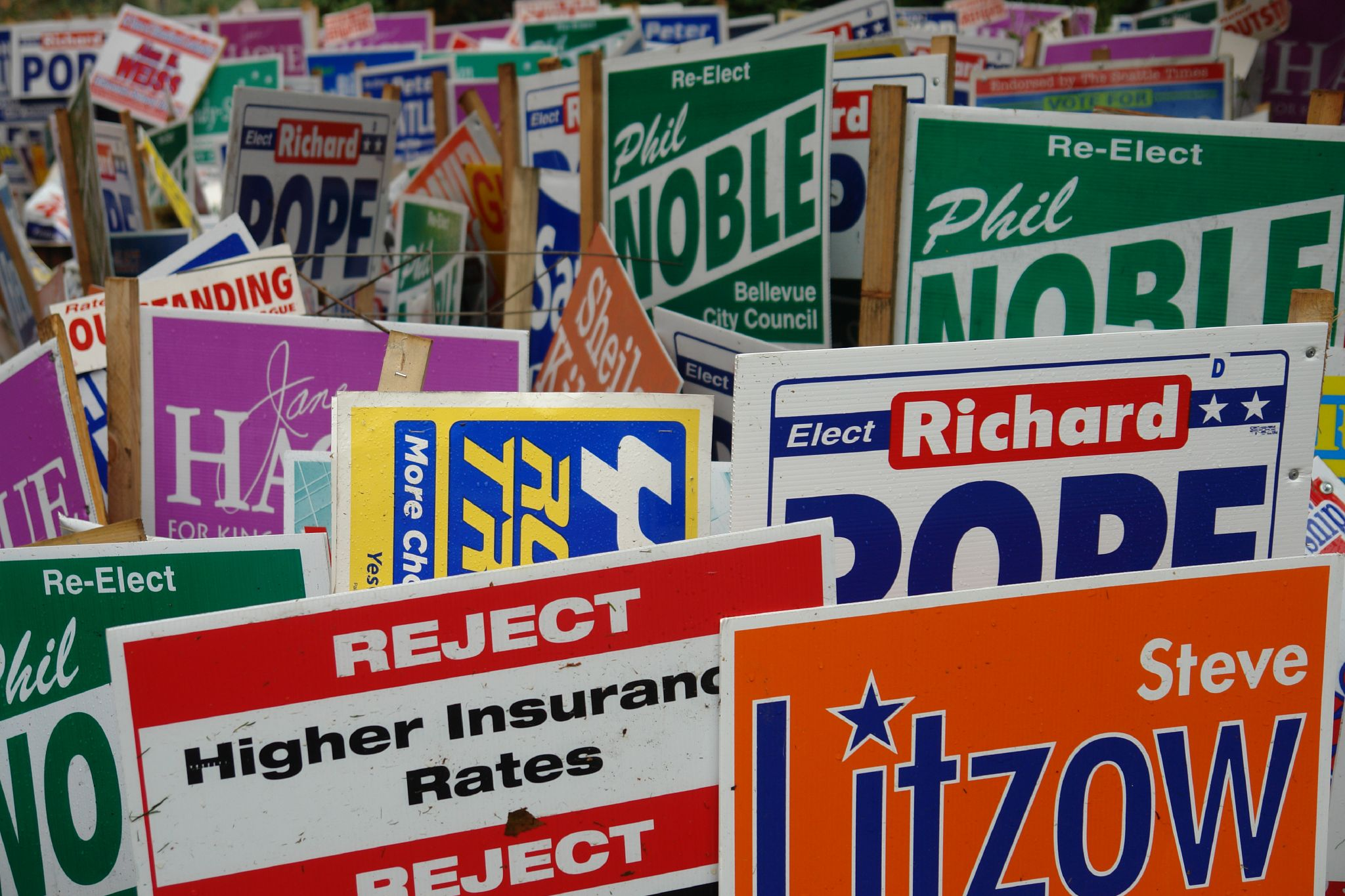
لافتات حملة سياسية لجمع التبرعات

جمع التبرعات الشعبية (بالإنجليزية: Crowdfunding)‏هو أحد أساليب جمع التبرعات التي يتبعها مرشحون سياسيون، أو تُتبَع لصالحهم. وقد زادت شعبية هذا الأسلوب بظهور الإنترنت واستخدام مرشحي الرئاسة الأمريكية له، مثل هوارد دين ورون بول. وجمع التبرعات الشعبية هو وسيلة لتمويل الحملات الانتخابية للمرشحين الذين لا يظهرون كثيرًا في وسائل الإعلام، أو المنافسين لجماعات الضغط القوية. ويتضمن ذلك عادةً تعبئة للدعم الشعبي من أجل تحقيق هدف محدد من جمع التبرعات، أو لتحديد يوم محدد للمؤيدين الشعبيين للتبرع للحملة.

## التاريخ في الولايات المتحدة
في انتخابات عام 2000، كان مصدر 66.1% من المساهمات في الحملات الانتخابية بقيمة 200 دولار أو أقل هو الأسر الأمريكية التي يقل دخلها عن 100000 دولار، والذين يمثلون 86.6% من عموم المواطنين. في حين مثلت هذه الأسر مصدر 14.3% فقط من المساهمات، التي زادت قيمتها عن 200 دولار.

### الانتخابات الرئاسية الديمقراطية الأولية لعام 2004
في عام 2004، اعتمد المرشح الرئاسي هوارد دين في حملته الانتخابية على جمع التبرعات الشعبية. وفي لقاء له مع جيف هاو، وصف دين غداء جمع التبرعات، الذي نظمه نائب الرئيس الأمريكي ديك تشيني من أجل إعادة انتخاب جورج دابليو بوش، بقيمة 2000 دولار لكل طبق. وردًا منه على ذلك، دعا دين مؤيديه لتناول «غداء افتراضي» معه على الإنترنت. وتمكن دين، بفضل ذلك، من جمع قدر من المال يساوي ما حصّله جامع تبرعات تشيني. وأشار إلى استخدامه للإنترنت في جمع التبرعات لحملته بقوله: «الإنترنت ليس سحرًا، وإنما مجرد أداة يمكن استخدامها لفعل الأشياء على نحو مختلف».”

### الانتخابات الأولية الرئاسية لعام 2008
يشير سبنسر أيه أوفيرتون، الأستاذ في جامعة جورج واشنطن، إلى أن حملة أوباما الرئاسية جمعت أكبر قدر من التبرعات الشعبية التي حصل عليها أي مرشح سياسي آخر في الربع الأول من عام 2007. واعتمدت هذه التبرعات على المساهمات التي تقل عن 200 دولار، وبلغ الإجمالي لها 5.77 ملايين دولار، وهي القيمة التي زادت عن ضِعف ما حصل عليه المرشح التالي في جمع هذه التبرعات، وهو جون ماكين، الذي جمع 2.54 مليون دولار. وقد بلغت نسبة المساهمات التي تقل عن 200 دولار 22% من إجمالي التبرعات، التي حصل عليها أوباما في الربع الأول من عام 2007. وجاء ماكين في المركز الثاني بعد ذلك بنسبة 19%. أما المرشحين الآخرين، فقد حصلوا على نسب أكبر من التبرعات من المساهمات التي تقل عن 200 دولار. فبلغت نسبة هذه المساهمات مع تانكريدو 78%، وبراونباك 61%، وبول 39%، وكونسينيتش 68%.
وفي الانتخابات الأولية الرئاسية للحزب الجمهوري لعام 2008، استغل المرشح الرئاسي رون بول الإنترنت جيدًا في تنظيم جهود جمع التبرعات الشعبية. وقد تميزت حملته بأنها شهدت العديد من فعاليات لجمع التبرعات الشعبية على نحو مستقل تمامًا عن الحملة. وكان من أبرز هذه الفعاليات «حملة جمع التبرعات في فترة قصيرة» التي شُنَّت يوم 5 نوفمبر عام 2007، وانتشرت انتشارًا هائلاً في جميع المنتديات، مثل يوتيوب وماي سبيس. تمكنت تلك الحملة من جمع 4.2 ملايين دولار لصالح بول في يوم واحد فقط، لتحطم بذلك الرقم القياسي لجمع التبرعات على الإنترنت. وقد فاقت تلك التبرعات أيضًا ما جمعه أي مرشح جمهوري آخر في تلك الانتخابات. وقد قال إد رولينز، مدير حملة روس بيروت الرئاسية لعام 1992، معلقًا على الدعم الشعبي لحملة بول الرئاسية "إن ما فعله بول – وما فعله مؤيدوه – أمر مذهل حقًا. فلا يمكننا تجاهل الأصوات المناهضة للحرب. ولا يمكن أيضًا تجاهل قوة رجل يدافع عن رسالة مهمة للغاية. لقد عملت في مجال السياسة على مدار 40 عامًا، لكن كل ما تعلمته عن السياسة لم يعد له قيمة في العصر الذي نعيشه الآن، وذلك بسبب ذلك الشيء الذي لا يمكن التحكم فيه، وهو الإنترنت. إن المطلعين على أسرار الرئاسة في واشنطن لا يعلمون كيف يستفيدون منه."

## وصلات خارجية
- Mountain View, Fundraising for Community Groups: Lessons Learned at Gather Together 2003
- The Chronicle of Philanthropy, A Guru of Grass-Roots Fund Raising Takes On a New Role